# Cataclysme elbursica
Cataclysme elbursica är en fjärilsart som beskrevs av Wagner 1937. Cataclysme elbursica ingår i släktet Cataclysme och familjen mätare. Inga underarter finns listade i Catalogue of Life.